# Δ18O
En geoquímica, paleoclimatologia i paleoceanografia, δ¹⁸O (pronunciat «delta O divuit»), o delta-O-18 és una mesura de la proporció d'isòtops estables oxigen-18 (18O) i oxigen-16 (16O).
S'utilitza habitualment com a mesura de la temperatura de la precipitació, com a mesura de les interaccions aigua subterrània/mineral i com a indicador de processos que mostren fraccionament isotòpic, com la metanogènesi.
En paleociències, les dades 18O:16O de coralls, foraminífers i testimonis de gel s'utilitzen com a indicador de la temperatura.
La definició és, en per mil (‰, parts per mil):
{\displaystyle \delta {\ce {^{18}O}}=\left({\frac {\left({\frac {{\ce {^{18}O}}}{{\ce {^{16}O}}}}\right)_{\mathrm {mostra} }}{\left({\frac {{\ce {^{18}O}}}{{\ce {^{16}O}}}}\right)_{\mathrm {estandard} }}}-1\right)\times 1000} ‰
on l'estàndard té una composició isotòpica coneguda, com Vienna Standard Mean Ocean Water (Aigua oceànica mitjana estandarditzada de Viena, VSMOW), que val:
{\displaystyle \left(^{18}\!\mathrm {O} /^{16}\!\mathrm {O} \right)_{\text{VSMOW}}=(2005{,}20\pm 0{,}43)\times 10^{-6}}.
El fraccionament pot sorgir d'un fraccionament cinètic, en equilibri o independent de la massa.

## Mecanismes
Les closques dels foraminífers es componen de carbonat de calci (CaCO₃) i es troben en molts entorns geològics comuns. La proporció de 18O a 16O a la closca s'utilitza per determinar indirectament la temperatura de l'aigua circumdant en el moment en què es va formar la closca. La proporció varia lleugerament en funció de la temperatura de l'aigua que l'envolta, així com d'altres factors com la salinitat de l'aigua i el volum d'aigua tancat en les plaques de gel.
δ18O també reflecteix l'evaporació local i l'entrada d'aigua dolça, ja que l'aigua de pluja s'enriqueix amb 16O, resultat de l'evaporació preferent del 16O més lleuger de l'aigua de mar. En conseqüència, l'oceà superficial conté majors proporcions de 18O al voltant dels subtròpics i els tròpics on hi ha més evaporació, i menors proporcions de 18O a les latituds mitjanes on plou més.

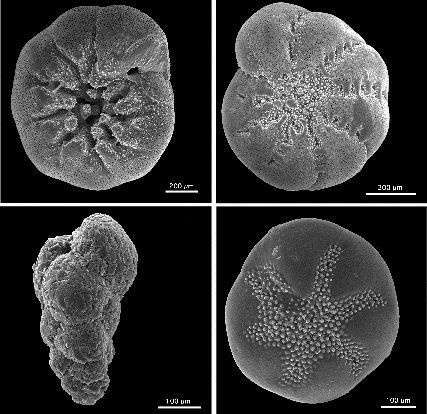
Mostres de foraminífers
δ18O (en ‰) en sediments de mar profund per a carbonats de foraminífers al llarg del temps de 0 a 600.000 anys. Mitjana d'un gran nombre de mostres per tal d'aïllar un senyal global

De la mateixa manera, quan el vapor d'aigua es condensa, les molècules d'aigua més pesades que contenen àtoms de 18O tendeixen a condensar-se i precipitar-se primer. El gradient de vapor d'aigua que va des dels tròpics fins als pols s'esgota gradualment de 18O. La neu que cau al Canadà té molt menys H₂18O que la pluja a Florida; de la mateixa manera, la neu que cau al centre de les plaques de gel té una signatura de δ18O més lleugera que la dels seus marges, ja que primer precipita el 18O més pesat.
Per tant, els canvis en el clima que alteren els patrons globals d'evaporació i precipitació canvien la relació δ18O de fons.
Les mostres sòlides (orgàniques i inorgàniques) per a l'anàlisi d'isòtops d'oxigen s'emmagatzemen normalment en recipients de plata i es mesuren amb piròlisi i espectrometria de masses. Els investigadors han d'evitar l'emmagatzematge inadequat o prolongat de les mostres per obtenir mesures precises.

## Extrapolació de la temperatura
Basant-se en la suposició simplificadora que el senyal es pot atribuir només al canvi de temperatura, ignorant els efectes de la salinitat i el canvi de volum de gel, Epstein et al. (1953) van estimar que un augment de δ18O de 0,22‰ equival a un refredament d'1 °C.
Més precisament, Epstein et al. (1953) donen la següent extrapolació quadràtica per a la temperatura:
{\displaystyle T=16.5-4.3\mathrm {\delta } +0.14\mathrm {\delta ^{2}} }
on T és la temperatura en °C (basada en un ajustament de mínims quadrats per a un rang de valors de temperatura entre 9 °C i 29 °C, amb una desviació estàndard de ±0,6 °C, i δ és δ18O per a una mostra de carbonat de calci).
Durant el Plistocè, una signatura δ18O de 0,11‰ es va correlacionar amb un canvi de nivell del mar de 10 m com a resultat del canvi en el volum de gel.

## Paleoclimatologia

### Testimonis de gel
δ18O es pot utilitzar amb testimonis de gel per determinar la temperatura des de quan es va formar el gel.
Lisiecki i Raymo (2005) van utilitzar mesures de δ18O en foraminífers bentònics de 57 testimonis de sediments marins profunds distribuïts a nivell mundial, pres com a indicador de la massa global total de capes de gel glacials, per reconstruir el clima dels últims cinc milions d'anys.
El registre apilat dels 57 testimonis es va ajustar orbitalment a un model de gel impulsat orbitalment, els cicles de Milanković de 41.000 anys (obliqüitat), 26.000 anys (precessió) i 100.000 anys (excentricitat), que se suposa que causen el forçament orbital del volum de gel global. Durant els darrers milió d'anys, hi ha hagut una sèrie de màxims i mínims glacials molt forts, espaiats per aproximadament 100.000 anys.

Com que les variacions d'isòtops observades tenen una forma similar a les variacions de temperatura registrades durant els últims 420.000 a l'estació Vostok, la figura que es mostra a continuació, a la dreta alinea els valors de δ18O (escala dreta) amb les variacions de temperatura informades del testimoni de gel de Vostok (escala esquerra), segons Petit et al. (1999).

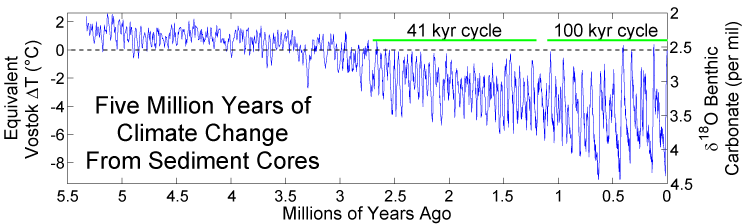
Registre climàtic reconstruït per Lisiecki i Raymo (2005)

### Teixits biomineralitzats
El δ18O dels teixits biomineralitzats també es pot utilitzar per reconstruir condicions ambientals passades. En els vertebrats, l'apatita del mineral ossi, l'esmalt dental i la dentina conté grups fosfat [PO4]3− que poden preservar les proporcions d'isòtops d'oxigen de l'aigua ambiental. El fraccionament dels isòtops d'oxigen en aquests teixits pot veure's afectat per factors biològics com la temperatura corporal i la dieta.

## Roques ígnies i cristal·lines
Una signatura δ18O també pot proporcionar informació sobre l'origen i el desenvolupament del material a les roques magmàtiques. Tanmateix, les variacions són molt petites (en el rang de 0,1 ‰) a causa de les altes temperatures dels processos. Per tant, les mesures durant les anàlisis s'han de dur a terme amb gran precisió.

## Revisió dels aliments
Una altra aplicació és comprovar l'autenticitat dels aliments. Com que l'aigua absorbida per les plantes s'emmagatzema, cada aliment d'origen vegetal porta la signatura del seu lloc de creixement a l'aigua que conté. Per exemple, si el vi es dilueix amb aigua de l'aixeta, o el suc que s'ha convertit prèviament en un concentrat per al transport econòmic i es torna a diluir amb aigua de l'aixeta, això es pot detectar determinant δ18O. Si hi ha dades prou precises sobre una àrea de cultiu, amb el mètode és possible comprovar també informació sobre la ubicació de cultiu. Per exemple, es pot comprovar si un vi de Bordeus prové realment de raïms que van créixer a Bordeus.

## Anàlisi del sucre
En els sucres (arabinosa, xilosa i fructosa) de les plantes dipositades als sediments del llac, també es pot reconèixer una signatura clara de δ18O amb l'ajuda d'un nou mètode, que probablement reflecteix la situació de la temperatura i les precipitacions locals. A la regió de l'Himàlaia, per exemple, aquesta signatura es pot utilitzar com a indicador de la intensitat i la variabilitat del monsó d'estiu.